# Fedir Chvets
Pour les articles homonymes, voir Chvets.
Fedir Pétrovitch Chvets (en ukrainien : Фе́дір Петро́вич Швець), né le 11 novembre 1882 à Jabotine et mort le 20 juin 1940 à Prague, est un homme politique ukrainien. Il fait partie du Directoire d'Ukraine de 1918 à 1920.

## Biographie
Fedir Chvets suit des études à l'université de Tartu, où il tient le rôle d'assistant en géologie.
En avril 1917, il est élu au comité central de l'association des paysans de Tcherkassy pour le Parti ukrainien des socialistes révolutionnaires puis à la Rada centrale. En novembre 1918, il entre au directoire qui dirige la République populaire ukrainienne. Le 15 novembre 1919, il est envoyé avec Andriy Makarenko en mission diplomatique dont il ne revient jamais et prend le chemin de l'exil. Le 25 mai 1920, il est démis de son poste au directoire.
Il s'installe en Tchécoslovaquie, où il est enseignant et meurt en 1940 à Prague.